# 泰川大殿
泰川大殿（たいがーうぷとぅぬ）は、15世紀頃の宮古島の人物である。代川大殿とも表記する。
父の与那覇勢頭豊見親は、1390年に宮古では初めて中山王朝に朝貢した人物で、白川氏の祖にあたる。妻は久栄免嘉。
壮年で伯牛の病（現在のハンセン病と考えられる）に侵され、与那覇勢頭豊見親の後継を第3子の大立大殿（うぷだてぃうぷとぅぬ）に譲り、自らは隠遁したと伝えられている。